# سید شرف‌الدین ملک‌حسینی
سید شرف‌الدین ملک حسینی (متولد ۱۳۴۱ در یاسوج)، روحانی شیعه اهل ایران و نماینده سابق ولی فقیه در استان کهگیلویه و بویراحمد است. او درحال حاضر به عنوان نماینده مجلس خبرگان رهبری از استان کهگیلویه و بویراحمد فعالیت می‌کند.

## زندگی‌نامه
وی فرزند سید کرامت‌الله ملک حسینی نماینده سابق ولی فقیه در استان کهگیلویه و بویراحمد است. پس از فوت پدرش با توصیه سید عیسی صدر و با حکم علی خامنه ای به نمایندگی ولی فقیه در استان کهگیلویه و بویراحمد منصوب شد.
او در سال ۱۳۵۶ برای تحصیل علوم دینی وارد حوزه علمیه شیراز شد و در مدرسه خان از پدرش و سید علی اصغر حسینی دروس ادبیات عرب، منطق و بخشی از اصول و فقه را فرا گرفت.
وی برای ادامه تحصیلات حوزوی در سال ۱۳۶۳ به قم رفت و در آن‌جا به درجه اجتهاد رسید. از استادان او می‌توان به میرزا جواد تبریزی ،حسین وحید خراسانی، عبدالله جوادی آملی و ناصر مکارم شیرازی نام برد.